# Burgstall Ihlingshof
Der Burgstall Ihlingshof bezeichnet eine abgegangene mittelalterliche Höhenburg vom Typus einer Turmburg auf einem Bergkegel bei Ihlingshof, einem heutigen Ortsteil der Gemeinde Oberreute im Landkreis Lindau (Bodensee) in Bayern.
Die 1366 erwähnte Burg wurde von den Herren von Weiler erbaut und war später im Besitz der Ellhofen zu Hertenegg. Vor 1475 ist die Burg abgebrannt.
Von der elliptische Burganlage sind noch Reste vorgelagerter Wallanlagen und der Burghügel mit einem Gedenkstein von 1935 (D-7-76-121-5) erhalten. Der Burgturm hatte eine Grundfläche von 12 mal 12 Metern. Die Burgstelle wurde archäologisch erfasst und als Bodendenkmal (D-7-8425-0009) unter Schutz gestellt.)